# Lorenzo De Caro
Lorenzo de Caro (bautizado el 29 de mayo de 1719 - 2 de diciembre de 1777) fue un pintor italiano, activo en el estilo barroco tardío en su ciudad natal de Nápoles. 

## Biografía
La información biográfica sobre Decaro es escasa, pero muchos lienzos se refieren al pintor de origen napolitano, activo entre 1740 y 1761. Su nombre era conocido solo por la firma en los lienzos.  Se sabe que Decaro se casó con Anna Mariana Bozza, de 22 años, el 28 de febrero de 1743. La pareja tuvo 10 hijos. Según un "censo" de la parroquia local en 1757, el estudio del pintor estaba en Vicolo della Porta piccola del Rosario, una calle estrecha entre los barrios de Chiaia y el Barrio Español. 
Decaro vivió y trabajó en esa dirección, según la documentación recientemente descubierta en los archivos del Banco di Napoli, que refleja los "bancos públicos de Nápoles". Los registros del Banco San Giacomo incluyen recibos de los pagos de alquiler realizados por el pintor en 1768 y 1769 a su propietario, el Príncipe de Cannito, por "dos habitaciones y bodega en la planta baja de la casa del mencionado Príncipe en la calle Sant’Anna di Palazzo”. 

## Trabajo en Nápoles
- Iglesia de SS Felipe y Santiago (Capilla de San Gennaro): San Pedro de Alcántara en la Gloria (conocida también como San Pedro que confiesa a Santa Teresa (1759), Santa Teresa de Ávila en éxtasis (1758), Alegoría de la fe o San Genaro en la  gloria (conocida también como Decapitación de San Genaro, San Francisco que recibe estigmas y Gloria de los ángeles;
- Iglesia de Santi Severino e Sossio : pinturas de Santiago (destruidas), y de San Jerónimo;
- Iglesia de San Bonifacio: Restauración de la pintura por Belisario Corenzio;
- Iglesia de Sant'Agostino alla Zecca: Pintura firmada: Iglesia cerrada y el arte trasladado a otra parte;
- Iglesia de la Annunziata: Restauración de la pintura por Belisario Corenzio, (1746).
- Iglesia de Santa Maria la Scala - Nápoles: pintura de la Virgen, restaurada;
- Iglesia de San Gerolamo: Virgen con los santos Jerónimo y Bartolomé (1750, perdidos de Madonna del Carmine);
- Iglesia de San Diego all'Ospedaletto: Aparición a San Pascual Bailón (primera capilla a la derecha), y la Gloria de los Santos;
- Iglesia de Jesús y María: pintura del Calvario, robada en 1979;
- Iglesia de Santa Caterina di Siena: Virgen de las almas del purgatorio y el matrimonio místico de Santa Catalina;
- Iglesia de Santa Maria della Neve, hoy conocida como San Giuseppe a Chiaia, Nápoles: pinturas de los santos Vincent Ferrer y Ludovic Bertrand (o San Luis);
- Iglesia de Santa María de la Paciencia "alla Cesarea": pinturas de la alegoría de la fe (1761) y del éxtasis de San Pascual Bailón;
- Iglesia de Santa María del Buen Consejo en Capodimonte: pintura de Nuestra Señora de los Dolores;
- Hospital de la Santissima Trinità dei Pellegrini : fresco en el techo que representa a San Felipe Neri arrodillado.  Destruido en la Segunda Guerra Mundial. Fresco firmado "Laurentius De Caro P. MDCCL";
- Apartamento del arzobispo de Nápoles - Piazza Donnaregina - Nápoles, (anteriormente depositada en el Museo Duca di Martina, Villa Floridiana, Nápoles): pintura de la boda de la Virgen, pintura de la Degollación de San Juan Bautista, de la aparición de San Miguel Arcángel en el monte Gargano, pintura de San Francisco recibiendo los estigmas y pintura de la Corona con espinas;
- Congregación de la Caridad de Dios: pintura de la Virgen de las almas del purgatorio (1760);
- Cofradía de la disciplina de la cruz: Pintura de la Virgen de las Gracias;
- Capilla de la Piedad, adyacente al Colegio Mandriani, Portici : Pinturas de la Crucifixión, el Luto de Cristo y del Descubrimiento de la Cruz (1756 y 1757);
- Museo di Capodimonte: San Pedro y San Pablo
- Museo de San Martino: Jesús coronado de espinas, San Francisco Javier convirtiendo infieles y San Juan de Dios;
- Colección Pisani: pinturas de Fernando IV, o Carlos de Borbón, que visitan una abadía benedictina, de San Mateo y San Genaro presentando a los santos Crispín y Crispianian a la Virgen;
- Profe.  Colección Leone: Pintura de la Presentación en el Templo;
- Colección Palmieri: Inmaculada Concepción;
- Colección Perrone-Capano: Serpiente de Bronce;
- Colección Troiano: Pintura de Cristo en el Calvario;
- Colección Pagano: Pintura de enfermera anciana;
- Varias colecciones privadas - Nápoles: pinturas de Cristo cargando la cruz, de Sisara y Giaele (3 lienzos), del Triunfo de Judith (2 lienzos), del Triunfo de Mardocheo, del Ecce Homo, de San Pedro y San Pablo, retrato de un caballero, de San Genaro, de la Virgen y de San Gaetano;

## Obras fuera de Nápoles
- Iglesia parroquial de Piedimonte San Germano - Cassino (Frosinone): pintura del mártir de San Bertario, pintura del inventino de la cruz y pintura de la Gloria de San Germano (todo destruido);
- Convento de San Francisco - Bracigliano (Salerno): el Calvario (fresco);
- Convento de Pietrapertosa - (Potenza): pinturas de San Rocco y de Nuestra Señora de los Dolores
- Iglesia de Santa María "dell'Olivella" - Cassino (Frosinone): Pintura de la Visitación de María (firmada);
- Museo de Coral, Sorrento: Descanso en la huida a Egipto;
- Museo Sannio - Benevento: pintura de la huida a Egipto;
- Galería Nacional de Bolonia: Expulsión de Heliodoro del Templo (a la vista en la Prefectura local);
- Galería de Nueva York en la casa de subastas Christie's, EE. UU.: pintura de Samuel ungiendo al rey David;
- Museo de Bellas Artes - Boston, EE. UU.: pintura del triunfo de David;
- Instituto de Arte - Detroit, EE. UU.: pinturas de Esther y Assuero y de la Adoración del vellocino de oro;
- Galería de los Uffizi, Florencia: Pintura de Virture;
- Museo de Bellas Artes - La Valletta (Malta): pintura de San Francisco Javier;
- Museo de Solothurn (Suiza): Pinturas de la Educación de la Virgen y la Adoración de los Magos;
- Colección privada de Achille Della Ragione - Nápoles, (anteriormente en la Galería de Arte de Zúrich, Suiza): Pintura de la Decollación de un Santo;
- Colección Molinari Pradelli - Marano di Castenaso, Bolonia: pinturas de la afligida Virgen, del Triunfo de Judith, de la Conversión de San Pablo y de la caída del caballo de San Pablo (esta última anteriormente en la colección Bastianelli, Roma);
- Colección privada - Milán: pintura de la muerte de Abel;
- Colección Finarte - Roma: pintura de San Francisco de Sales predicando a los Salesianos;
- Colección privada, París: Pinturas de la Asunción de la Virgen, de la Resurrección de Cristo y de la Ascensión de Cristo;
- Colección privada, Cantù (Como): Pintura del Triunfo de David y pintura del Triunfo de Judith;
- Casa particular en Nápoles: pintura del triunfo de Judith (1758);
- Mercado de antigüedades - París, Francia: pintura de la alegoría de la primavera;
- Ubicación desconocida: pinturas de bodegones con garzas y perros, del regreso de los hermanos de San José (anteriormente Finante), de San Antonio Abad (anteriormente Sotheby's - Florencia);
- Colección privada - Moscú (Rusia): pintura de bodegones con flores y una vista del parque
- Castillo de Pescolanciano (Campobasso): La degollación de San Alejandro Mártir (1760)

Lorenzo De Caro también realizó trabajos en otros lugares, tanto en edificios públicos como en residencias privadas: Palacio de los Gobernadores de la Iglesia de Santa Anna "Lombardi" en la carretera de Guantai (1741), De Stasio-Maiello, casa detrás de la iglesia de la Nunziatura. (1745), casa De Simone-Coppola en via Rosario di Palazzo (1748), casa Comes- Cordosa en Montecalvario (1748), la casa del Marqués Sterlich en la calle Nardones (1749), casa de Michele Aveta en la Chiaia Puente (1757), hogar de Pietro Bozzoli en el área de Concordia (1759). 
El trabajo del artista mencionado anteriormente, así como otra investigación reciente, es una prueba del hecho de que Lorenzo De Caro era napolitano, como lo fueron sus antecesores, y que pasó prácticamente toda su vida en Nápoles. La única vez que pasó "más allá de las murallas de la ciudad" fue para realizar un cierto número de obras encargadas: en la provincia de Frosinone, en San Germano (ahora Cassino) para pinturas en la catedral local en 1740 y para la iglesia de La Virgen María dell'Olivella en S. Elia Fiumerapido.  Fue a Bracigliano (en la provincia de Salerno) para pintar los frescos del Calvario en una de las paredes del claustro del convento de San Francisco.